# Đorđe Lavrnić
Đorđe Lavrnić   (Croàcia, 6 de juny de 1946 - Doboj, 27 de novembre de 2010) fou un jugador d'handbol iugoslau que va competir durant les dècades de 1960 i 1970.
El 1972 va prendre part en els Jocs Olímpics de Múnic, on guanyà la medalla d'or en la competició d'handbol.
Amb la selecció d'handbol de Iugoslàvia va jugar 137 partits i va marcar 468 gols.